# Leuctra graeca
Leuctra graeca is een steenvlieg uit de familie naaldsteenvliegen (Leuctridae). De wetenschappelijke naam van de soort is voor het eerst geldig gepubliceerd in 1978 door Zwick.